# ニューデリー
ニューデリー（ヒンディー語: नई दिल्ली Naī Dillī、英語: New Delhi、パンジャーブ語: ਨਵੀਂ ਦਿੱਲੀ）は、インドの首都。デリー首都直轄領内に位置する地区。インドを代表する世界都市の一つ。

## 概要
アジア有数の大都市である。2014年にアメリカのシンクタンクが公表したビジネス・人材・文化・政治などを対象とした総合的な世界都市ランキングにおいて、世界第57位の都市と評価されており、インドではムンバイに次ぐ第2位であった。
イギリス領時代の1911年、コルカタからデリーにインドの行政府所在地が移された。その際に、デリー市街（現オールドデリー）の南方約5km程の場所に行政都市として建設されることとなった。これがニューデリーの始まりである。都市計画はイギリス人エドウィン・ラッチェンスによって行われた。道路は整然と配置され、沿道は大きく育った街路樹と庭園の緑に包まれている。また、建物もイギリス植民地様式が多くなっている。街の東西の軸がラージパト（Rajpath, 「王の道」の意）と呼ばれる大通りである。これはインド門（India Gate, 第一次世界大戦出征記念碑）から大統領官邸（Rashtrapati Bhavan）まで続いている。両者を焦点として放射状に街路が延びている。コンノートプレイスは放射状街路が作り出すもう一つの焦点であり、商業業務の中心となっている。
ニューデリーはインド独立後はインドの首都となり、国会議事堂や中央官庁、大使館街もニューデリーに集中している。

## 歴史
イギリス領インド帝国で1911年まではコルカタに首都がおかれた。デリーはそれまでムガル帝国をはじめ各王朝で都となったり経済的・政治的な中心都市の1つであった。
1900年代はじめ、イギリス領インド帝国の首都をデリーに移転すべきだ、という提案がなされた。コルカタは帝国の東に偏りすぎていた。1911年12月12日、インド皇帝であった大英帝国のジョージ5世は首都をデリーに移転すると宣言、副王の宮殿でその礎石を置いた。ニューデリーはオールドデリーの南に位置し、シャー・ジャハーンが建設した町であったが、多くの時代に数々の歴史的建造物を残してきた。エドウィン・ラッチェンスがハーバート・ベイカーとともに新都の都市計画を担当する契約を結び、1912年にニューデリーにやってきた。新都市の建設は第一次世界大戦後に開始され、町は「ラッチェンスデリー」などと呼ばれた。イギリス帝国様式でまず町の中心に行政機関が作られた。
ラージパト大通りがインド門から伸び、それに平行した通りにハーバート・ベイカーの設計により国会議事堂など行政機関が配された。
2021年4月20日、新型コロナウイルス感染拡大に伴いロックダウンを開始。当初は同年5月3日までの予定であったが、5月1日時点の新規感染者数が2万7000人、死者は375人と終息の気配が見えなかったため延長された。

## 地理
現在ではデリー首都圏は大きく拡大し、行政機構改革によってオールドデリーもニューデリーもその中心部を構成する一地区となっている（首都機能が移転したわけではない）。そのため、日本で2002年に発行された『世界の国一覧表』（編集発行・世界の動き社、編集協力・外務省）では、インドの首都が「ニューデリー」から「デリー」に修正され、この変更が文部科学省の学習指導要領にも反映されているため、教育現場ではインドの首都は「デリー」と指導されるようになった。ただし日本の外務省のサイト、インド政府の公式サイト、国連の地名標準記法一覧表においては、首都は「ニューデリー」と表記されている。ニューデリーと同様に従来の首都が拡大した都市圏の一部に包摂された事例としては、南アフリカ共和国の行政首都とされるプレトリアとツワネ都市圏の関係がある。
ニューデリーが単独で市制施行しているわけではないが、行政組織としてはデリー連邦直轄地の大部分を管轄するデリー市行政自治体（MCD）とは別個にインド政府の直轄組織として置かれているニューデリー市行政委員会（NDMC）がニューデリーを管轄しているため、地理的にはデリー連邦直轄地に包摂される下位行政区画でありながらも行政面では独立した存在となっている。 

## 政治
インドの首都ニューデリーは、インド中央政府とデリー地方政府の両方によって共同管理されており、デリー首都圏 (NCT) の首都である。
ニューデリーは、ニューデリー市議会(NDMC)として知られる市政府を通じて行政を担当している。デリー大都市のその他の都市部は、デリー市公社およびデリーカントンメントによって管理している。2015年現在、ニューデリー市議会の政府構成には、議長、ニューデリー立法議会の議員3名、デリーNCT首相によって指名された議員2名、中央政府によって指名された議員5名が含まれる。
NCT の地区は 2012 年に再描画され、自治体とは境界線は異なるものの、ニューデリーと呼ばれる地区が含まれる。ニューデリー地区には、同名の自治体の区域だけでなく、デリーカントンメントおよびデリー市公社区域の一部も含まれる。

## 交通
インドで2番目に利用者が多いニューデリー駅よりインド国内各地に多くの列車が発着する。またコンノートプレイスなどから、デリー市内各地へのバスが発着する。
地下鉄（デリー・メトロ）は2002年に開通、現在3路線がある。
インディラ・ガンディー国際空港があり、南アジア最大級の利用者を数えている。2010年8月1日に国際線をメインとする新ターミナルがオープン。

## 気候
温帯夏雨気候(Cwa)。夏は4月に始まり5月にピークを迎える。 摂氏45度に達する日もある。
2024年5月28日には49.9度を記録。最高気温の記録を更新した。
6月から9月は雨季。11月から1月が冬季である。冬は濃霧になることが多い。

## 観光
ニューデリー駅のすぐ西側のパハールガンジには、格安ホテルやゲストハウスなどが多くあり、世界中からバックパッカーや旅行者が多く集まる。

## スポーツ

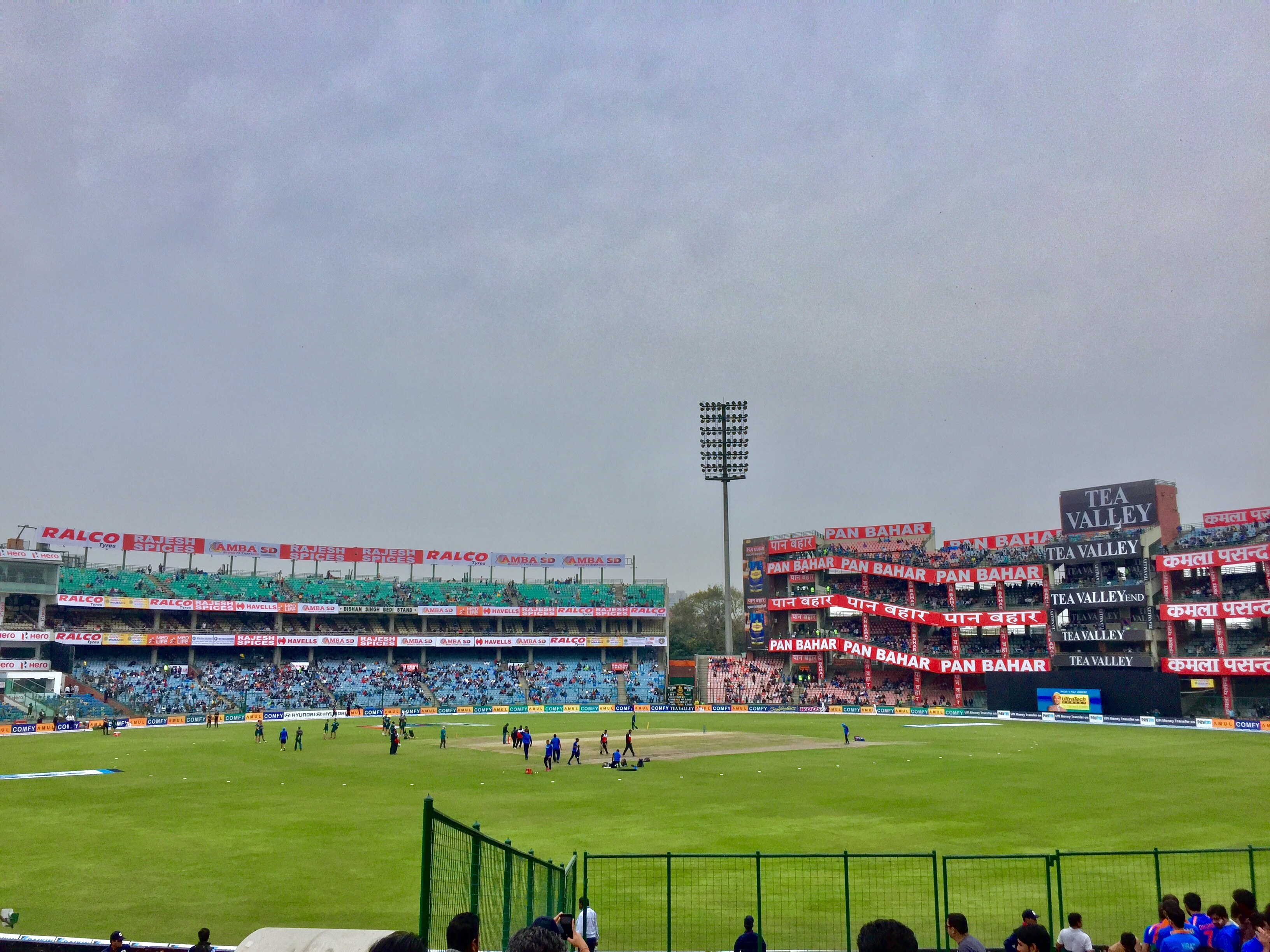
アルン・ジェートリー・スタジアム

クリケットが圧倒的に一番人気のスポーツである。最も象徴的な現代エンターテイメントとも言われ、ボリウッド映画より人気が高いと評される。トゥエンティ20形式のプロリーグであるインディアン・プレミアリーグ (IPL)所属のデリー・キャピタルズがニューデリーに所在している。2020年シーズンには準優勝をした。ホームスタジアムはアルン・ジェートリー・スタジアムであり、過去にはクリケット・ワールドカップの会場にもなっている。2023年には女子プロクリケットリーグの女子プレミアリーグ（WPL）が開幕し、デリー・キャピタルズ（WPL）が所在している。

## 対外関係

### 姉妹都市･提携都市
- シカゴ（アメリカ合衆国 イリノイ州）
- ワシントンD.C.（アメリカ合衆国 連邦直轄地）
- ベオグラード（セルビア共和国 直轄市）
- 福岡県（日本国 九州地方）- 2018年1月16日[17]